# 8"/35 морско оръдие Бринк
8"/35 морско оръдие e 203,2 mm оръдие, разработено от Антон Францевич Бринк и произвеждано от Обуховския завод в Санкт Петербург. Прието е на въоръжение от Руския императорски флот през 1885 г. С тези оръдия са въоръжени броненосните крайцери „Адмирал Нахимов“, „Память Азова“, „Рюрик“, а също така и канонерските лодки тип „Кореец“ (8 единици). Оръдията са били на въоръжение през Руско-японската война.